# Бонасола
Бонасо̀ла (на италиански: Bonassola, на местен диалект Bonassêua, Бонасеуа) е село и община в северозападна Италия, провинция Специя, регион Лигурия. Разположено е на източния бряг на Лигурското море. Населението на общината е 983 души (към 2011 г.).